# Platirinieni
Platirinienii (din greacă: platy = plat, turtit, larg + rhinós = nas) sau maimuțele din Lumea Nouă sunt un grup (parvordin) de primate simiene inferioare care cuprinde speciile din America de Sud și Centrală, inclusiv Mexicul.
Ele au septul internazal cartilaginos foarte lat, dezvoltat,  și nările externe îndreptate lateral. Cele mai multe specii au dimensiuni mici și nici cele mai mari dintre ele nu depășesc dimensiunile unui câine mai mare. Blana este deasă și, de obicei, de culoare întunecată. Au capul rotund, rareori prevăzut cu un bot scurt. Policele (degetul mare al mâinii) este redus și neopozabil sau absent. Halucele (degetul mare al piciorului) este, însă, bine dezvoltat și opozabil. Au o coadă lungă și adesea stufoasă. La unele specii ea este prehensilă, adică se poate răsuci spre fața sa ventrală în jurul crengilor. La aceste specii, fața ventrală a vârfului cozii este golașă și foarte sensibilă. Platirinienii n-au nici buzunare bucale, nici calozități  fesiere. Au 32-36 de dinți. Formula dentară  este: 2•1•3•(3-2)/2•1•3•(3-2) x 2= 36-32. 
Platirinienii sunt răspândiți numai în America Centrală și America de Sud; locuiesc în pădurile mari. Sunt animale exclusiv arboricole și trăiesc mai ales în păduri virgine, prin apropierea apelor. Nu coboară din arbori nici pentru a-și astâmpăra setea, însă atunci când le lipsește apa de ploaie se coboară pe crengi până deasupra apelor, prinzându-se cu coada de crengi sau de liane. Se hrănesc cu fructe și cu alte organe vegetale, cu insecte, păianjeni, ouă și pui de păsări și cu miere de albine. Majoritatea sunt animale diurne. Cele mai multe specii se mișcă greoi,  dar unele sunt sprintene. Platirinienii sunt buni cățărători și coada și-o întrebuințează la prins mai bine decât membrele. În timpul somnului își încolăcesc coada în jurul crengilor sau cel puțin în jurul picioarelor. Sunt maimuțe blânde, prietenoase și încrezătoare, unele fricoase. Inteligența platirinienilor este inferioară celei a catarinienilor. Indigenii le vânează pentru carnea lor.